# کیاس؛هد
کیاس؛هد (ژاپنی: カオスヘッド هپبورن: Kaosu Heddo, انگلیسی: Chaos;Head)، (همچنین نوشته شده به سبک ChäoS;HEAd) یک رمان تصویری علمی تخیلی توسعه یافته توسط 5pb. و نیتروپلاس است. این رمان اولین بازی از سری ساینس ادونچر می‌باشد. پس از انتشار نسخۀ اصلی آن برای ویندوز، نسخۀ ارتقاء یافتۀ آن با عنوان کیاس؛هد نوح (ChäoS;HEAd NoAH) در ۲۰۰۹ برای ایکس‌باکس ۳۶۰ منتشر گشت و از آن موقع به بعد همین نسخه به چندین پلتفرم پورت شده است. نسخهٔ انگلیسی این رمان توسط اسپایک چانسافت برای ویندوز و نینتندو سوئیچ در ۲۰۲۲ منتشر شد. داستان کیاس؛هد در مورد نیشیجو تاکومی است، فردی که درگیر پروندۀ قتل‌های زنجیره‌ای "جنون نسل جدید" می‌شود. او بارها توهمات و خیالاتی را تجربه می‌کند؛ که بازیکن می‌تواند با انتخاب‌هایش در طول بازی بر آنها تأثیر بگذارد که در نتیجه بر پیشرفت داستان رمان اثر خواهد گذاشت.
کیاس؛هد توسط چیومارو شیکورا طرح ریزی و توسط نائوتاکا هایاشی نوشته شد. طراحی شخصیت‌ها توسط ساساکی موتسومی انجام گشته و آهنگساز تاکشی آبو می‌باشد، که صدای این رمان را "بارانی" توصیف کرده است. رمان از نظر تجاری موفقیت‌آمیز بود که کمک کرد 5pb. به عنوان یک توسعه دهندۀ بازی، خود را در این زمینه استقرار دهد؛ و نیز داستان این رمان با استقبال خوبی همراه شد. علاوه بر دنبالۀ مستقیم این رمان با عنوان کیاس؛هد لاو چو چو! و دنبالۀ موضوعی آن با عنوان کیاس؛چایلد، مانگا، یک مجموعه انیمه به تولیدی مدهاوس و نیز یک نمایش رادیو اینترنتی بر اساس کیاس؛هد تاکنون تولید گشته‌اند.

## گیم‌پلی

تاکومی در حال صحبت با کوزوئه. سیستم دلوژنال تریگر در بالا سمت چپ و راست نشان داده شده است.

کیاس؛هد یک رمان تصویری است که در آن بازیکن نقش نیشیجو تاکومی، یک اوتاکو و گوشه‌گیر را برعهده می‌گیرد که به دیدن توهمات و تخیلات دچار است. گیم‌پلی این رمان بیشتر خطی است، اما مکرراً نیاز به تعامل بازیکن دارد: بازیکن می‌تواند انتخاب کند توهماتی که تاکومی تجربه می‌کند مثبت یا منفی باشد، یا بجای دیدن توهم در واقعیت بماند. توهمات مثبت معمولاً شامل صحنه‌های طنز یا اروتیک‌ هستند، در حالی که منفی‌ها حاوی خشونت و عناصر وحشت‌اند. بازیکن توهم‌ها را با استفاده از سیستم "دلوژنال تریگر" (delusional trigger) انتخاب می‌کند. با انتخاب یکی از توهم‌ها، نورهای سبز یا قرمز رنگ در بالای صفحه ظاهر می‌شود که به ترتیب نشان دهندۀ توهم‌های مثبت یا منفی است.
پس از آنکه بازیکن یکبار بازی را تا آخر انجام داد، توهم‌های انتخاب شده در دورهای بعدی بازی مشخص خواهند کرد داستان به کدام پایان ختم می‌شود. وقتی که بازیکن بازی را از اول انجام می‌دهد، می‌تواند سریع از متن‌هایی که قبلاً خوانده است، رد شود. در نسخۀ کیاس؛هد نوح، پایان‌های بیشتری برای رسیدن وجود دارد که با انتخاب توهم‌های معین می‌تواند به آنها رسید. بازیکن می‌تواند از طریق واژه‌نامۀ "نکات" (TIPS) در مورد لغات کلیدی استفاده شده در رمان، از جمله واژه‌های عامیانۀ اینترنتی بخواند. این واژه‌نامه هنگامی که بازیکن با واژه‌ای جدید در طول رمان برخورد می‌کند بروزرسانی می‌شود.

## داستان

لوگوی رمان

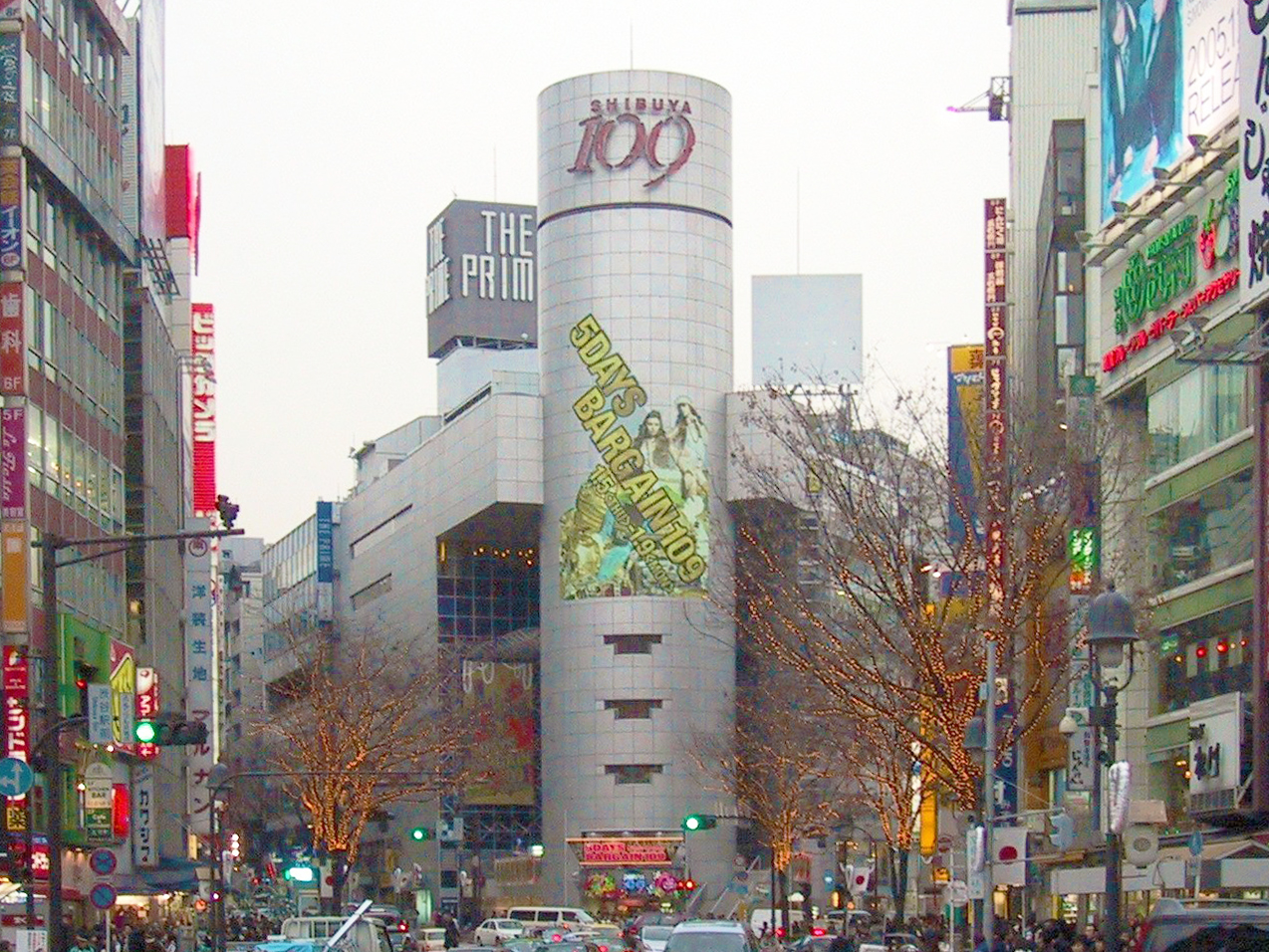
داستان کیاس؛هد در شیبویا، توکیو روایت می‌شود.

داستان رمان در سپتامبر ۲۰۰۹ و در منطقۀ شیبویا، توکیو شروع به روایت می‌شود؛ جایی که نیشیجو تاکومی در یک کانتینر بر روی ساختمانی آپارتمانی زندگی می‌کند. او در حال چت کردن با دوستش، گریم در اینترنت در مورد پرونده قتل‌های زنجیره‌ای در شیبویا موسوم به "جنون نسل جدید" (New Generation Madness) یا "نیو جن" (New Gen) می‌باشد که در همین حال فردی با نام کاربری "شوگون" برای تاکومی عکس‌هایی از مردی که با صلیب به دیوار چسبانده شده می‌فرستد. بعداً تاکومی دختر ناآشنایی را می‌بیند که همان قتلی را که در عکس‌ها بود، انجام می‌دهد. او از صحنۀ قتل فرار می‌کند؛ اما چند روز بعد همان دختر کنار او در کلاس می‌نشیند. تاکومی فکر می‌کند او آمده تا او را بکشد، اما طبق چیزی که آن دختر به او می‌گوید آنها ظاهراً یکسال است با همدیگر دوست‌اند و اینکه نام او ساکیهاتا ریمی است.
تاکومی که متقاعد شده شوگون او را هدف گرفته، تلاش می‌کند از پروندۀ قتل‌ها دوری کند که توجه پلیس را جلب می‌کند. همزمان که او مظنون شناخته می‌شود و قتل‌های بیشتری هم رخ می‌دهند، تاکومی نگران می‌شود که شوگون به دنبال اوست، دچار بدگمانی و توهمات می‌شود و نیز نامطمئن از اینکه چه چیزی واقعی ست و به چه کسی می‌تواند اعتماد کند. در یکی از توهمات تاکومی، او شیبویا را خالی و بدون هیچ رهگذر یا ماشینی در خیابان‌ها می‌بیند و در همین حال شوگون به عنوان پیرمردی بر روی ویلچر پدیدار شده و به او می‌گوید که افراد بیشتری جانشان را از دست خواهند داد مگر اینکه او "بیدار" شود.
هنگامی که تاکومی دختری را می‌بیند که شمشیر غول‌پیکری را آشکارا در بین عموم مردم با خودش دارد و متوجه می‌شود که فقط اوست که می‌تواند آن را ببیند، کیشیموتو آیاسه، دختر دیگری که به تازگی به مدرسۀ تاکومی منتقل شده، به او می‌گوید که او برای نجات پیدا کردن به شمشیری به نام "دی-سورد" (DI-sword) نیاز دارد. آیاسه چنین شمشیری را در دستان خود به وجود می‌آورد و به تاکومی می‌گوید که او، آئوئی سنا همان دختری که شمشیر را داشت، و نیز دوستش اوریهارا کوزوئه گیگالومانیک (Gigalomaniac) هستند: افرادی که قادرند توهم‌هایشان را تبدیل به واقعیت کنند که به چنین فرایندی "رئال-بوت کردن" (Real-booting) گفته می‌شود.
مشخص می‌شود که گروه نوزومی (Nozomi Group)، یک شرکت تکنولوژی در شیبویا، به دستور کمیتۀ ۳۰۰ (The Committee of 300) و با پشتیبانی مالی حزب میوا (The Meiwa Party) و کلیسای کیهانی درخشش الهی (Cosmic Church of the Divine Light)، با استفاده از دستگاهی به نام نوح ۲ (Noah II) به طور مصنوعی از قدرت گیگالومانیاک استفاده می‎‌کند و نیز افرادی دارد که حامل فرستنده‌هایی برای گسترش محدودۀ سیگنال‌های نوح ۲ هستند.
تاکومی پی می‌برد که او خودش یک توهم القاء شده به واقعیت با خاطراتی جعلی است: یک نسخۀ کپی به وجود آمده توسط شوگون که نیشیجو تاکومی اصلی است. خواهر او نانامی، در مقر دستگاه نوح ۲ نگه داشته شده که مجبور شد به عنوان یک گیگالومانیاک بیدار شود و دی-سورد خود را به دست بیاورد. ریمی که خود نیز یک گیگالومانیاک است، سعی می‌کند او را نجات دهد، اما توسط نوروسه گِنئیچی (سرپرست پروژۀ نوح) مورد حمله قرار گرفته و به جای نانامی زندانی می‌شود. شوگون بار دیگر با تاکومی ملاقات می‌کند و به او می‌گوید که قصد داشت خودش نوزومی را از تسلط بر بشریت باز دارد، اما بدن او، که از بیماری و استفادۀ بیش از حد از قدرت‌های گیگالومانیاکش فرسوده شده، مانع اینکار شد و او را بر آن داشت که تاکومی را به وجود آورد تا اینکار را برایش انجام دهد. تاکومی دی-سورد مخصوص به خود را به دست می‌آورد، فرستنده‌ها را نابود می‌کند و با استفاده از قدرت ذهن‌خوانی فاش می‌کند که شینو هازوکی، پرستاری در بیمارستان عمومی اِی‌اچ توکیو، قاتل پشت جنایت‌های نیو جن است و به وسیلۀ قدرتش صحنه‌های انجام برخی قتل‌ها را با نمایش بر روی بیلبورد ساختمان‌ها به مردم نشان می‌دهد. کمی بعد زلزله‌ای بزرگ رخ می‌دهد و بیشتر شیبویا را تخریب می‌کند. تاکومی دیگر گیگالومانیاک‌ها را از ویرانه‌ها نجات می‌دهد و به مقصد خود، یعنی مقر نوح ۲، ادامه می‌دهد. او با نوروسه مبارزه می‌کند، اما نوح ۲ با توهم‌هایی که ایجاد می‌کند بر تاکومی غلبه می‌کند. تاکومی وجود خود را با کمک همگام‌سازی توهم‌های دیگر گیگالومانیاک‌ها دوباره به دست آورده و نوروسه و نوح ۲ را با دی سوردش نابود می‌کند. تاکومی که در کنار ویرانه‌های شیبویا دراز کشیده، بسته به انتخاب بازیکن، یا او همراه با شوگون از زندگی‌اش تسلیم می‌شود (در مسیر "A")، یا اینکه همراه با ریمی زنده می‌ماند (مسیر"AA"). در کیاس؛هد نوح، بازیکن در بار اول بازی‌اش مجبور است مسیر "آسمان بی‌صدا" (Silent Sky) را بازی کند (مشابه مسیر "A"). نسخۀ نوح همچنین شامل مسیرهای اضافی مختص شخصیت‌های اصلی زن داستان می‌باشد. بازیکن باید این مسیرها را انجام دهد تا مسیر "آسمان آبی" (Blue Sky) را قفل‌گشایی کند (مشابه مسیر "AA").

#### شخصیت‌های اصلی

جلد رمان تصویری کیاس؛هد نوح با حضور شخصیت‌های اصلی.

نیشیجو تاکومی (西條 拓巳 Nishijō Takumi)
صداگذاری شده توسط: هیرویوکی یوشینو
تاکومی شخصیت اصلی داستان است. او کناره‌گیر بوده و به دختران سه بعدی علاقه‌ای ندارد. او به خاطر زندگی بسیار منزوی خود به عنوان یک هیکیکوموری و نیز اسکیزوفرنی آشکارش از توهم‌های شدیدی رنج می‌برد. تاکومی فقط برای برآوردن حداقل میزان حضور برای فارغ التحصیلی به مدرسه می‌رود. او تا حد امکان از صحبت با دیگران پرهیز می‌کند. سرگرمی‌های او تماشای انیمه، انجام بازی‌های اروگه و ام‌ام‌اوآرپی‌جی می‌باشد؛ به خصوص امپایر سویپر آنلاین (Empire Sweeper Online) که در آن با نام کاربری نایدهارت (Neidhardt) از معروفترین بازیکن‌ها است. او دانش‌آموز  آکادمی سوئیمی (翠明学園 Suimei Gakuen) می‌باشد.
ساکیهاتا ریمی (咲畑 梨深 Sakihata Rimi)
صداگذاری شده توسط: اری کیتامورا
ریمی دختری مو صورتی و مرموز که تاکومی در راه خانه‌اش و در مکان سومین قتل نیو جن با او روبرو می‌شود. ریمی بعداً مدعی می‌شود که تاکومی را مدت زیادی است می‌شناسد، چیزی که تنها تاکومی نمی‌تواند به یاد بیاورد. در همین حال ریمی ادعا می‌کند در رابطه با قتل چیزی نمی‌داند.
نیشیجو نانامی (西條 七海 Nishijō Nanami)
صداگذاری شده توسط: اوئی میازاکی
نانامی خواهر کوچکتر تاکومی و یک دانش‌آموز سال اولی در آکادمی سوئیمی می‌باشد. او معمولاً نسبت به برادرش جبهه می‌گیرد و ظاهراً هر بار که او را می‌بیند، با او بحث می‌کند؛ اما در حقیقت او بسیار نگران برادرش است.
کیشیموتو آیاسه (岸本 あやせ Kishimoto Ayase)
صداگذاری شده توسط: یوئی ساکاکیبارا
آیاسه یک دانش‌آموز سال دومی آکادمی سوئیمی در روز و خواننده در شب است. او در یک گروه راک محبوب به نام "فانتازم" (ファンタズム Phantasm) آواز می‌خواند. آهنگ‌های او حاوی توصیفاتی مشابه قتل‌های زنجیره‌ای اخیر در شیبویا است، به همین خاطر پلیس او را به چشم یک مظنون بالقوه می‌بیند. آیاسه همچنین معنوی‌ترین و عجیب‌ترین شخصیت در داستان می‌باشد.
کوسونوکی یوئا (楠 優愛 Kusunoki Yua)
صداگذاری شده توسط: چیاکی تاکاهاشی
یوئا یک دانش‌آموز سال سومی آکادمی سوئیمی است که در ابتدا آنطور که به نظر می‌آید تاکومی را دارد یواشکی تعقیب می‌کند، اما بعداً ظاهراً با او دوست می‌شود. او تا حدی به مانگا و انیمه علاقه دارد. با این حال بعداً مشخص می‌شود همۀ این رفتارها فقط یک تظاهر است تا او بر روی تاکومی تحقیق کند؛ چون او شک دارد تاکومی پشت قتل‌های زنجیره‌ای اخیر است.
آئوئی سنا (蒼井 セナ Aoi Sena)
صداگذاری شده توسط: هیتومی ناباتامه
سنا دانش‌آموز سال سومی در آکادمی سوئیمی است. تاکومی اولین بار با او در راهروی مدرسه روبرو می‌شود، اما پس از اینکه نگاه‌های خیرۀ سنا را می‌بیند به سرعت از او فرار می‌کند. سنا معمولاً در حالی که شمشیر بزرگی را نگه داشته و در حال خوردن یک بستنی یخی است، در خیابان‌های شیبویا دیده می‌شود.
اوریهارا کوزوئه (折原 梢 Orihara Kozue)
صداگذاری شده توسط: آیومی تسوجی
کوزوئه دانش‌آموز سال دومی است که در اوایل داستان به آکادمی سوئیمی منتقل می‌شود. او معمولاً حرف نمی‌زند، اما آن طور که به نظر می‌آید او دارای توانایی‌های دورآگاهی می‌باشد. کوزوئه خود را کوزو-پی (Kozu-pii) نامیده است.

#### شخصیت‌های فرعی
شوگون (将軍 Shōgun)
صداگذاری شده توسط: تسوباسا یوناگا
شوگون فردی ناشناخته و مرموز است که تاکومی با او در یک صفحۀ چت روبرو می‌شود. او عکس‌هایی دلخراش مرتبط با قتل‌های زنجیره‌ای نیو جن، معادلۀ "fun^۱۰×int^۴۰=Ir۲" و عبارت "اون چشم‌ها، چشم‌های کیه؟" (その目、だれの目？ Sono me, dare no me?) را که فقط تاکومی از آن استفاده می‌کرد، برای تاکومی می‌فرستد. این اتفاق منجر به ایجاد بدگمانی در تاکومی در طول داستان می‌شود. او تصور می‌کند شوگون دارد بر روی او جاسوسی می‌کند و در تلاش است او را به قتل برساند. با پیشرفت داستان، مشخص می‌شود شوگون یک پیرمرد ویلچری است که فقط تاکومی می‌تواند متوجه او شود. با وجود اینکه تاکومی این موضوع را انکار می‌کند، دیگر شخصیت‌ها شک دارند که تاکومی و شوگون یک نفر هستند (از طریق اختلال تجزیه هویت). بعداً مشخص می‌شود که شوگون تجسمی از تصورات تاکومی نیست؛ بلکه تاکومی خود تجسمی از توهم شوگون است. شوگون، که نیشیجو تاکومیِ واقعی می‌باشد، دچار ابتلا به پروگریا است و تاکومیِ توهمی را از طریق "رئال-بوت کردن" با استفاده از قدرت گیگالومانیاکی‌اش خلق کرده است.
گریم (グリム Gurimu)
گریم دوست اینترنتی تاکومی است که تقریباً هر روز از طریق بازی ویدئویی آنلاین مورد علاقه‌شان با او حرف می‌زند. او معمولاً تاکومی را تشویق می‌کند به اینکه در مواجهه با "بعد سوم" بیشتر شجاعت داشته باشد و او را حین سختی‌هایش حمایت می‌کند. گریم به قتل‌های نیو جن بسیار علاقه‌مند بوده و مدام تاکومی را با اخبار و جزئیات خشونت‌آمیز مرتبط با آن باخبر می‌کند. چون علاقۀ او به انیمه، مانگا و بازی‌های ویدئویی شبیه تاکومی است، این دو نفر با هم خیلی خوب کنار می‌آیند؛ اگرچه بعداً بخاطر استفادۀ زیاد او از عبارت "اون چشم‌ها، چشم‌های کیه؟" باعث آزار تاکومی می‌شود.
بان یاسوجی (判 安二 Ban Yasuji)
صداگذاری شده توسط: کازویا ایچیجو
بان کارآگاهی از واحد تحقیقات جنایی ادارۀ پلیس کلانشهر توکیو می‌باشد. او در ابتدا شک دارد تاکومی جنایتکار پشت قتل‌های نیو جن است، اما طولی نمی‌کشد که او خود را در حال تحقیق بر روی دیگر سرنخ‌ها می‌یابد؛ از جمله شرکت تکنولوژی نوزومی، حزب مِیوا و یک فرقۀ مذهبی معروف. او با شلیک گلوله توسط همکارش، سووا مامورو به قتل می‌رسد پس از آنکه مشخص می‌شود سووا خود عضوی از گروه نوزومی است.
موموسه کاتسوکو (百瀬 克子 Momose Katsuko)
صداگذاری شده توسط: کوجیرا
موموسه کاتسوکو کارآگاه خصوصی و رئیس آژانس کارآگاهی "مرکز اعتبارسنجی فریژیا" (Freesia Credit Bureau) است که اغلب اوقات در تحقیقات بان به او کمک می‌کند. او ثابت می‌کند که در تحقیقات مربوط به قتل‌های زنجیره‌ای نیو جن بیشتر از همکار بان، سووا مامورو مفید واقع شده است.
سووا مامورو (諏訪 護 Suwa Mamoru)
صداگذاری شده توسط: ماکوتو یاسومورا
مامورو کارآگاهی از واحد تحقیقات جنایی ادارۀ پلیس کلانشهر توکیو می‌باشد. او نسبت به بان تازه‌کار تر است و بان او را به عنوان هم زیردست و هم دوست خود می‌داند. سرگرمی او تماشای فیلم است، از جمله اسپارک وارز (Spark Wars) که نام آن تقلیدی از استار وارز (Star Wars) می‌باشد. او عضو "کلیسای کیهانی درخشش الهی" و گروه نوزومی است. در یکی از پایان‌های جایگزین رمان، مشخص می‌شود که او همراه با شینو هازوکی، دوست دوران کودکی‌اش که معشوقه‌اش نیز است، جنایتکاران واقعی قتل‌های زنجیره‌ای نیو جن بوده‌اند. او از ماسک "دارث اسپایدر" (Darth Spider) برای پنهان کردن هویتش و توانایی‌های گیگالومانیاکی مصنوعی برای ارتکاب جنایات استفاده می‌کرد. او رو در رو با استفاده از قدرت‌های تازه کشف شدۀ گیگالومانیاکی خود با تاکومی مبارزه می‌کند و به سمت او تیرهای فلزی پرتاب می‌کند؛ اما تاکومی که در استفاده از قدرت‌های گیگالومانیکش باتجربه‌تر از سووا است، همین تکنیک را برعکس کرده و بر روی سووا انجام می‌دهد، که باعث می‌شود تیرها به جای تاکومی در بدن سووا فرو روند که سرانجام منجر به کشته شدن او می‌‍شوند.
شینو هازوکی (志乃 葉月  Shino Hazuki)
صداگذاری شده توسط: نوریکو آئوکی
هازوکی پرستاری در بیمارستان عمومی اِی‌اچ توکیو می‌باشد. او دستیار دکتر قدیمی تاکومی، دکتر تاکاشینا فومیو، در طول دوران بستری‌اش در بخش روانپزشکی بیمارستان بود. بعداً مشخص می‌شود که او همان دوست اینترنتی تاکومی، گریم، است و نیز یکی از قاتلان واقعی نیو جن. او از اعضای فرقۀ مذهبی "کلیسای کیهانی درخشش الهی" است که ارتباطاتی با گروه نوزومی دارد. در رمان، هازوکی  در ملأ عام و در وسط تقاطع شیبویا با یک چاقوی جراحی خودش را می‌کشد (در اقتباس انیمه او این کار را با تیر فلزی از سومین قتل زنجیره‌ای انجام می‌دهد).
نوروسه گنئیچی (野呂瀬 玄一 Norose Gen'ichi)
صداگذاری شده توسط: کنتا میاکه
نوروسه رئیس گروه تکنولوژی نوزومی است. نقش او در طول بیشتر داستان پنهان نگه داشته شد تا اینکه سرانجام مشخص گشت او آنتاگونیست واقعی داستان و خالق دستگاه نوح ۲ می‌باشد؛ دستگاهی که قادر است امواج مغز را تحت تأثیر قرار دهد و توهم‌ها را تبدیل به واقعیت کند. او افرادی که دارای قدرت‌های سایکیک ویژه‌اند، همچون کودکان و نوجوانان را گردآوری می‌کرد و آنها را بخاطر براوردن ارزوهای پیچیده‌اش عذاب می‌داد. او توسط دی-سورد تاکومی کشته شد و دستگاهش نیز منفجر گشت.
هاتانو ایسی (波多野 一成 Hatano Issei)
صداگذاری شده توسط: کنجی هامادا
هاتانو ایسی سابقاً دانشمند و پدر آئوئی سنا است. او مرد بی‌خانمانی ست که تابلویی با خودش دارد که بر روی آن نوشته دنیا به پایان می‌رسد.
هاتانو به عنوان دانشمند برای شرکت نوزومی کار می‌کرد و اولین فردی بود که برگۀ انشاء نیشیجو تاکومی واقعی دربارۀ معادلۀ Ir۲ را پیدا کرد. او همچنین از پیروان فرقۀ مذهبی کلیسای کیهانی درخشش الهی بود.
اینوهانا کوزو (豬鼻 康三 Inohana Kōzō)
صداگذاری شده توسط: نائومی کوسومی
اینوهانا کوزو سیاستمدار ژاپنی، عضوی از مجلس نمایندگان ژاپن و رئیس حزب مِیوا است. اینوهانا، نوروسه گنئیچی مدیرعامل شرکت نوزومی و کوراموچی یودائی بنیانگذار فرقۀ کلیسای کیهانی درخشش الهی، هر سه‌تای آنها توسط کمیتۀ ۳۰۰ عهده‌دار پروژۀ نوح شدند ولی بعداً بر علیه کمیته برخاستند.
کوراموچی یودائی (倉持雄大 Kuramochi Yuudai)
صداگذاری شده توسط: میتسورو اوگاتا
کوراموچی یودائی بنیانگذار و رهبر فرقۀ مذهبی کلیسای کیهانی درخشش الهی است و با عنوان رئیس کوراموچی نیز شناخته می‌شود.
کوراموچی مسئول سازماندهی قتل‌های زنجیره‌ای جنون نسل جدید است؛ به این گونه که به پیروانش سووا مامورو و شینو هازوکی دستور ارتکاب این قتل‌ها را داد و آن دو نفر کورکورانه دستورهای او را اجرا کردند. این قتل‌های زنجیره‌ای بخشی از پروژۀ نوح بوده و در راستای آن اجرا شدند.
سیرا اورجل (星来 オルジェル Seira Orujeru)
صداگذاری شده توسط: آکانه توموناگا
سِیرا قهرمان داستانی انیمۀ مورد علاقۀ تاکومی، "بلاد تونز د انیمیشن" (Blood Tunes the Animation) و نیز شخصیت مورد علاقۀ اوست. سیرا گاهی اوقات در توهم‌های تاکومی پدیدار می‌شود و تلاش می‌کند او را از واقعیت منحرف کرده و به سمت یک هیکیکوموری سوق دهد. ظاهر توهمی او در حقیقت صدای ضعف‌های خود تاکومی است.
میسومی دایسوکه (三住 大輔 Misumi Daisuke)
صداگذاری شده توسط: دایسوکه اونو
دایسوکه تنها دوست تاکومی در مدرسه است. پسری خوش‌تیپ که مورد علاقۀ تقریباً همۀ دختران مدرسه‌اش است.

### قتل‌های زنجیره‌ای جنون نسل جدید
این قتل‌ها که در @چنل (نسخۀ درون‌داستانی ۲چنل) ملقب به "نیو جن" شده، مجموعه‌ای از هفت قتل زنجیره‌ای خشن و بی‌رحمانه در منطقۀ شیبویا، توکیو است که از ۷ سپتامبر تا ۴ نوامبر ۲۰۰۹ رخ دادند:

#### شیرجۀ گروهی
قتل اول که در میان کاربران @چنل معروف به شیرجۀ گروهی (Group Dive) شده، بحث‌برانگیزترین و همچنین دارای بیشترین شمار مرگ‌ومیرها با پنج مقتول در میان قتل‌ها می‌باشد؛ که در ۱۱:۳۰ شب، ۷ سپتامبر ۲۰۰۹ رخ داد. پنج دانش‌آموز دبیرستانی از فرودگاه هلیکوپتر روی بام برج کورنلیوس خود را به پایین انداختند و جان باختند. در نتیجۀ تحقیقات پس از مرگشان، گفته شد که همۀ جان‌باختگان بر روی دستان خود خراش‌هایی داشتند و تکه‌هایی از پوست و گوشت زیر ناخن‌های آنها پیدا شد که پلیس را به این باور رساند جان‌باختگان در حین سقوط دستان همدیگر را گرفته بودند.
خانواده‌های قربانیان همگی اعلام کردند که فرزندانشان انگیزه‌ای برای خودکشی نداشتند، به استثنای خانوادۀ کوسونوکی که هیچ اظهارنظر عمومی نکردند. همچنین هیچیک از قربانیان یادداشت خودکشی از خود باقی نگذاشتند. جالب اینجاست که فقط کارمندان امکان دسترسی به پشت بام برج کورنلیوس را داشتند و درب منتهی به پشت بام همیشه قفل بود. تمام لوازم و وسایل قربانیان جستجو شد، با این وجود هیچکدام از آنها کلید دسترسی به آنجا یا حتی ارتباطی با کارمندان برج نداشتند؛ به همین دلیل نحوۀ ورود قربانیان به پشت بام نامشخص باقی ماند.

#### مرد حامله
مرد حامله (Manchild) دومین قتل نیو جن و اولینی می‌باشد که به وضوح یک قتل است. این جنایت دو مقتول به همراه داشت: یک مرد و یک جنین. در ساعت ۵ صبح، ۱۹ سپتامبر ۲۰۰۹ یک کارگر کارائوکه اولین فردی بود که جسد کونوئه چیزوئو، دانشجویی ۲۱ ساله را در شیبویا پیدا کرد. مقتول هنگامی که جسدش زیر پل یافت شده بود، مرده بود و طی تحقیقات مشخص شد زمان تقریبی مرگ او ۱ صبح همان روز بوده است.
شکم مرد به طرز عجیبی متورم بود و بعداً طی کالبدشکافی مشخص گردید که شکم او را باز و جنینی را در آن فرو کرده بودند، سپس شکمش را دوباره دوخته بودند. بعضی از بخیه‌ها پاره شده بودند که نشان می‌دهد مقتول هنگامی که شکمش داشت بریده می‌شد، هنوز زنده بود. ازین رو این قتل لقب "مرد حامله" را در اینترنت گرفت.
جنین حدود هشت ماه سن داشت و هویت آن نامشخص بود. هویت مادرش نیز همینطور. آنالیز دی‌ان‌ای نشان داد که مرد و جنین با هم ارتباطی ندارند، علاوه بر اینها، آن مرد مجرد بود و هیچ رابطه‌ای با زنان نداشت.

#### با صلیب آویختن
با صلیب آویختن (Cruc-affixion) سومین قتل نیو جن با یک مقتول بود. نیشیجو تاکومی خود شاهد بخش‌هایی از آن بود. مقتول اوتا هیساشی ۵۶ ساله، از استادان دانشگاه توتو بود که اخیراً در برنامۀ تلویزیونی یوری برایتمن، سخنرانی عمومی در مورد آهنگ جی‌ای (GE Rate) برگزار کرد. او در ۲۸ سپتامبر ۲۰۰۹، یک روز قبل از مرگش قرار بود در شبکۀ تلویزیونی ژاپنی ام‌اچ‌کی سخنرانی دیگری دربارۀ آهنگ جی‌ای داشته باشد؛ اما تحت فشارهای از سوی حزب میوا این برنامه لغو شد.
آنچه که تاکومی خود شاهد آن بود جسد خونین و آویخته به دیوار مقتول بود؛ اما در واقعیت گلوی مقتول مورد فشار قرار گرفت و خفه شد، سپس توسط صلیب‌های آهنی به دیوار آویخته گردید. بیشتر صلیب در لباس مقتول فرو رفت؛ گرچه برخی از آنها به بدنش برخورد کردند.
قتل در محلۀ مارویاماچو، شیبویا رخ دهد. ساکنین خانه‌های نزدیک صحنۀ قتل گزارش دادند که صدایی شبیه به چکش زدن را در حدود ساعت ۸ شب ۲۹ سپتامبر ۲۰۰۹ شنیدند. تخمین‌ها حاکی از این بود که قتل در حدود همان زمان شروع یافته و تا یکساعت ادامه داشت.

#### ومپبایر
ومپبایر یا خون‌آشام خریدار (Vampbuyer) چهارمین قتل نیو جن و با یک مقتول بود. در ساعت ۵:۳۰ صبح ۱۰ اکتبر ۲۰۰۹ یک نظافتچی جسد سبز رنگی را در دستشویی عمومی ایستگاه شیبویا پیدا کرد. هویت قربانی نامشخص بود. جملۀ ”اون چشم‌ها، چشم‌های کیه؟” با خون بر روی دیوار در نزدیکی جسد نوشته شده بود.
جنبۀ ویژۀ این قتل در این بود که تمام خون قربانی از بدن او کشیده شده بود. در نتیجۀ همین بدن او سبز رنگ شده بود.

#### بی‌مغز
بی‌مغز (Numbskull) پنجمین قتل نیو جن و دوباره قتلی دیگر با تنها یک قربانی بود. در نزدیکی طلوع صبح ۲۳ اکتبر ۲۰۰۹ جسد دکتر تاکاشینا فومیو، روانپزشک نیشیجو تاکومی در بیمارستان عمومی ای‌اچ توکیو، به صورت دراز کشیده بر روی خیابان یافت شد. در هنگامی که پیدا شدنش، او مرده بود. دلیل مرگ او تضعیف بدنی در نتیجۀ تغذیه ناکافی بود.
بخش پشتی جمجمۀ دکتر به طرز تمیزی بریده شده و مغز او بیرون آورده شده بود. با وجود برداشتن مغز، او در وضعیتی همچون مرگ مغزی زنده ماند.

#### غذای انگشتی
غذای انگشتی (Finger Food) ششمین حادثۀ نیو جن و دوباره با یک قربانی بود. قربانی زنی با نام توکاچی آیامی ۲۷ ساله از منطقۀ ادوگاوا بود که جسد او در ساعت ۸ شب ۲۸ اکتبر ۲۰۰۹ در رودخانه شیبویا در حالی پیدا شد که عضلات دست راستش کنده شده بود. طی تحقیقات بیشتر استخوان و تکه گوشت‌های مربوط به بدن انسان در معدۀ او یافت شد. مچ پای او نیز با طناب بسته شده بود.
او مشکوک به خوردن دست راست خودش بود و به خاطر خفگی ناشی از بسته شدن گلویش مرد. پلیس شیبویا این حادثه را هم به عنوان یک قتل و هم خودکشی بررسی کرد.

#### پازل دی‌کیواِن
پازل دی‌کیواِن (DQN Puzzle) هفتمین و آخرین حادثۀ نیو جن است، اینبار با سه مقتول. حدود ساعت ۴:۵۰ صبح ۴ نوامبر ۲۰۰۹ جسد سه مرد بر روی تیر آهنی کنار خطوط راه‌آهن پیدا شد. قربانیان فوجیتا کوهِی ۱۹ ساله بیکار، آنزاوا سابورو ۲۰ ساله دانشجو، و تاکاگی ریو ۱۹ ساله کارگر پاره‌وقت بودند. همگی آنها جوانان بزهکار بودند.
هر یک از اجساد قربانیان از ناحیۀ نیم‌تنه به دو نصف بریده شده‌ بودند. زخم‌های آنها، پارگی‌های تیز قابل مشاهده در بریدگی‌های حاصل از وسیله‌ای تیغه‌ای همچون چاقو را نداشت. نیم‌تنۀ بالا و پایین آنها با یکدیگر تعویض شده و سپس دوباره با نخ محکم به هم دوخته شدند. زخم‌هایی که به صورت "Q" ،"N" و "D" قابل خواندن بودند نیز بر روی پیشانی‌شان علامت گذاری شدند.